# Alois Panholzer
Alois Panholzer (* 1971 in Linz) ist ein österreichischer Mathematiker und außerordentlicher Universitätsprofessor am Institut für Diskrete Mathematik und Geometrie der Technischen Universität Wien. Seine Forschungsschwerpunkte liegen in der diskreten Mathematik, insbesondere in der Kombinatorik und der algorithmischen Analyse.
Panholzer wuchs in St. Martin im Mühlkreis auf wo er die Volks- und Hauptschule besuchte. Daraufhin besuchte er die HTL Wels und begann 1991 das Studium der Technischen Mathematik an der TU Wien, das er 1995 mit dem Diplom abschloss. Im Jahr 1997 promovierte er dort bei Helmut Prodinger mit der Dissertation Untersuchungen zur durchschnittlichen Gestalt gewisser Baumfamilien. Mit besonderer Berücksichtigung von Anwendungen in der Informatik. Er habilitierte sich im Jahr 2002 ebenfalls dort.
Im Jahr 1998 erhielt er den Studienpreis der ÖMG für seine Dissertation sowie im Jahr 2009 den Förderungspreis der Österreichischen Mathematischen Gesellschaft. Außerdem wurde ihm 2011 der Lehrenden-Award für hervorragenden Unterricht in der Kategorie beste Wissensvermittlung verliehen und 2024 erhielt er den Best Teacher Award der Technischen Universität Wien.